# Aisch
Die Aisch (ⓘ) ist ein knapp 83 km langer linker und südwestlicher Nebenfluss der Regnitz in Mittel- und Oberfranken.

## Name
Die Etymologie des Namens als die Klare gewinnt man durch den Vergleich mit litauisch áiškus für klar. Im 17. und 18. Jahrhundert wurde das Gewässer auch „Aysch“ geschrieben. Früher wurde fälschlicherweise angenommen, dass die Herkunft des Namens Aisch (karolingisch Eisce und Eisge, in einer Urkunde von 1129 Aisca) in seiner ursprünglichen Konnotation fischreich bedeutet. 

## Geographie

### Aischquelle

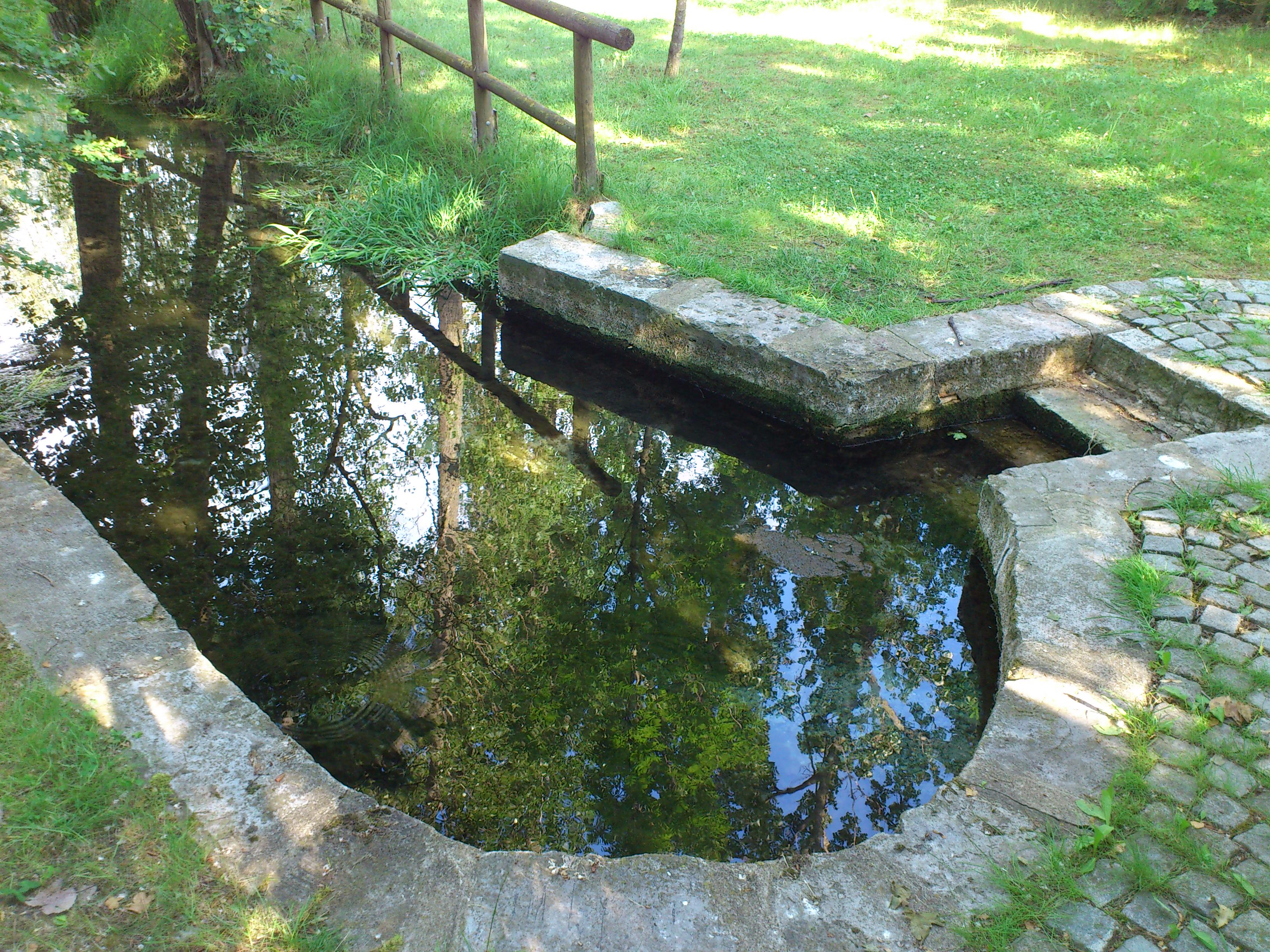
Ursprung der Aisch

Die Aisch entspringt mehreren Quellen in einem Gipskarst-Quellgebiet etwa eineinviertel Kilometer südlich der Ortsmitte von Schwebheim und ca. fünf Kilometer südwestlich von Bad Windsheim. 
Der Ursprung der Aisch ist vom Bayerischen Landesamt für Umwelt als bedeutendes Geotop 575Q003 ausgewiesen, siehe hierzu auch die Liste der Geotope im Landkreis Neustadt an der Aisch-Bad Windsheim. Es gibt an der B 13 (Ansbach-Würzburg, Fahrtrichtung Würzburg, ca. 600 m nach der Kreuzung mit der B 470) einen Parkplatz, von dem aus die gefasste Aischquelle zu Fuß erreichbar ist. 
Im Januar 2020 stellte das Landratsamt Neustadt an der Aisch/Bad Windsheim fest, dass die Quelle der Aisch nach stark rückläufiger Schüttung im Vorjahr versiegt sei. Zur Messung wurde eine Wasserstandssonde angebracht.
Die Ursache wurde gefunden: Der Gips-Tagebau im Osten hatte der Aischquelle offenbar Wasser abgegraben. Darauf lassen Untersuchungen der Wasser-Zusammensetzung schließen, die die Behörden durchgeführt haben. Seit März 2020 sprudelt die Quelle wieder.

### Verlauf
In Illesheim fließt der Aisch nach ca. 2 km die knapp 15 km lange Ens zu, die wegen ihrer größeren Länge oft als Oberlauf angesehen wird. Die Aisch wird in Bad Windsheim durch das Fränkische Freilandmuseum geleitet und fließt über Neustadt an der Aisch und Höchstadt an der Aisch bei Trailsdorf (nördlich von Forchheim) in die Regnitz.
Sie mündet schließlich auf einer Höhe von etwa 244 m ü. NHN bei Trailsdorf von Südwesten und links in die Regnitz.
Ihr etwa 83 km langer Lauf endet 75 Höhenmeter unterhalb ihrer Quelle, er hat somit ein mittleres Sohlgefälle von 0,9 ‰.

### Einzugsgebiet und Zuflüsse
| Tabelle der Zuflüsse von der Quelle abwärts. Länge und Einzugsgebiet nach der amtlichen Gewässerliste oder nach dem BayernAtlas, Höhen auf diesem abgefragt. |
| Lageangaben für die Mündung relativ zum Mündungsort und zur Aisch:                                                                                           |
| aufw. = aufwärts, in = in, abw. = abwärts, ggü. = gegenüber, bei = bei, n.0. = nächster Ort                                                                  |
| Lageangaben für die Quelle relativ zum Quellort und zum Zufluss:                                                                                             |
| aufw. = aufwärts, in = in, bei = bei, n.0. = nächster Ort |

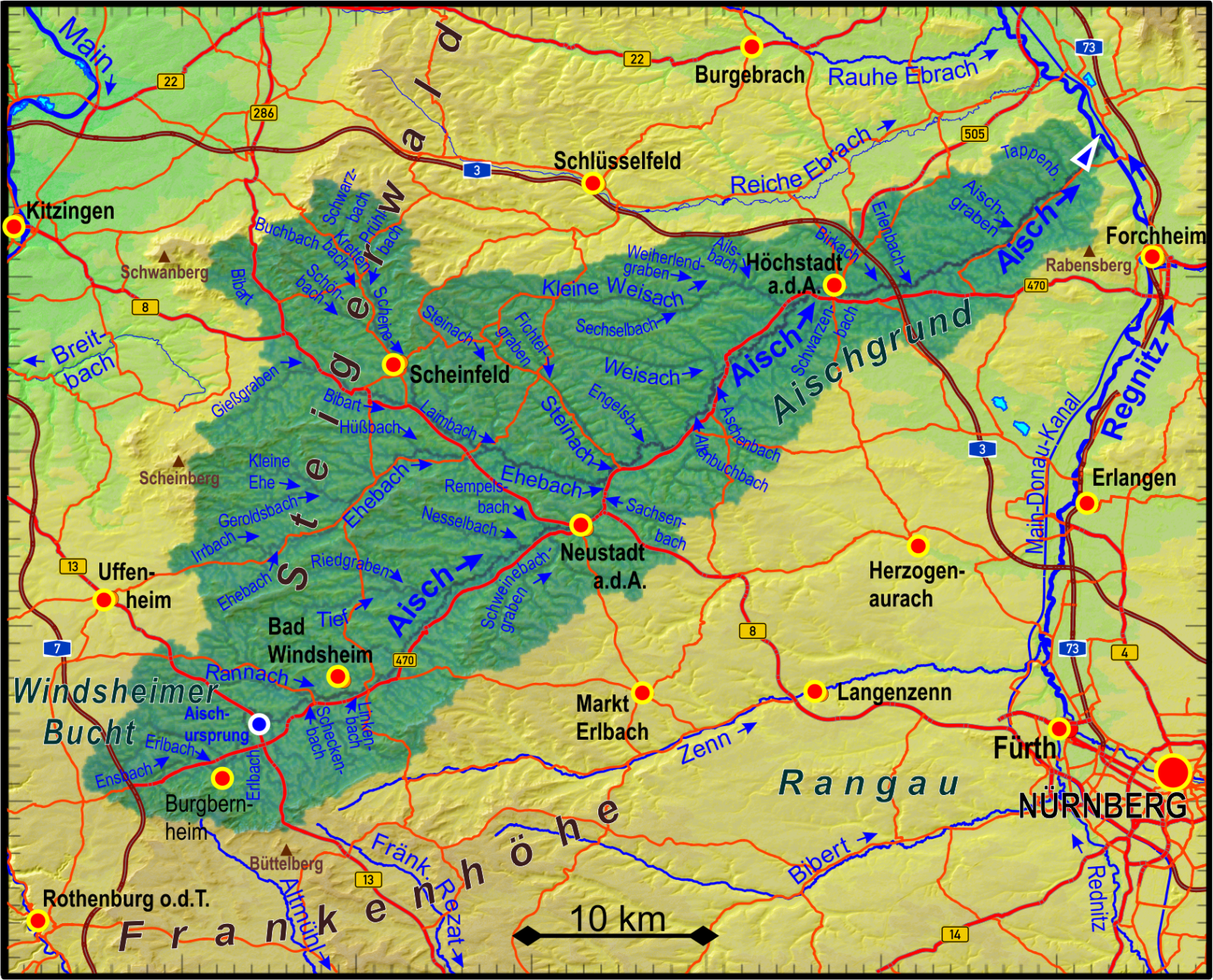
Einzugsgebiet der Aisch

Auswahl. Zum Vergleich auch mit der Aisch selbst.
| Name                   | GKZ     | Lage   | Länge in km | EZG in km²   | Mündung                                         | Mündungshöhe in m ü. NHN | Quelle                                             | Quellhöhe in m ü. NHN | Bemerkungen |
| ---------------------- | ------- | ------ | ----------- | ------------ | ----------------------------------------------- | ------------------------ | -------------------------------------------------- | --------------------- | --- |
| Hummersgraben          | 242811… | rechts | ca. 06,600  | ca. 0019,400 | Illesheim-Aischmühle abw.                       | 31700000                 | Marktbergel-Munasiedlung n.O.                      | 44600000              | mit Oberlaufstrang ab Nutzbach; an der Mündung viel länger und einzugsgebietsreicher als die Aisch                                                           |
| Ottenbach/Ainbach      | 242812  | links0 | ca. 015,900 | ca. 0057,300 | Illesheim ggü.                                  | 31400000                 | Steinsfeld-Urphershofen aufw.                      | 48300000              | Hauptstrang umfasst den längeren Oberlauf Ens, für diesen ist auch der Quellort genannt; in jedem Fall an der Mündung viel länger als die Aisch              |
| Scheckenbach           | 242813… | rechts | ca. 04,300  | ca. 0018,000 | Illesheim-Gackenmühle bei                       | 31200000                 | Illesheim-Illesheim bei                            | 33800000              | mit längerem (aber nicht längstem) Oberlauf Kehrbach |
| Rannach                | 242814  | links0 | ca. 012,700 | ca. 0044,000 | Bad Windsheim aufw.                             | 31000000                 | Ergersheim-Ermetzhofen aufw.                       | 41000000              | |
| Eschersbach            | 242816… | rechts | ca. 01,200  | ca. 0001,100 | Bad Windsheim n.O.                              | 30700000                 | Bad Windsheim n.O.                                 | 31800000              | mündet in den rechten Nebenarm Alte Aisch |
| Linkenbach             | 242816… | rechts | ca. 08,800  | ca. 0011,400 | Bad Windsheim n.O.                              | 30500000                 | Obernzenn-Breitenau n.O.                           | 42800000              | mündet in die rechte Fortsetzung Aisch-Flutkanal des hier schon rückgemündeten Arms Alte Aisch; mehrere Abschnittsnamen ab dem Quellteich des Erleinsgrabens |
| Grundlochgraben        | 242815… | rechts | ca. 00,800  | ca. 0000,200 | Bad Windsheim-Lenkersheim aufw.                 | 30400000                 | Bad Windsheim-Lenkersheim n.O.                     | 30500000              | |
| Rohrgraben             | 242815… | rechts | ca. 03,100  | ca. 0004,600 | Bad Windsheim-Lenkersheim abw.                  | 30300000                 | Ipsheim-Weimersheim bei                            | 34900000              | vielleicht linker Abzweig des obersten Maiheimer Grabens |
| Kühwasengraben         | 242816… | links0 | ca. 08,700  | ca. 0016,100 | Bad Windsheim-Lenkersheim n.O.                  | 30200000                 | Ergersheim n.O.                                    | 37900000              | mündet in den Aisch-Flutkanal; mit Abschnittsnamensfolge Gräfbach → Mühlbach → Kühwasengraben                                                                |
| Mailheimer Graben      | 242815… | rechts | ca. 03,400  | ca. 0002,500 | Ipsheim-Oberndorf in                            | 30100000                 | Ipsheim-Weimersheim in                             | 35400000              | zweigt nach rechts zum Grundgraben-Unterlauf ab, s. u. |
| Hillerfeldgraben       | 242816… | links0 | ca. 02,600  | ca. 0001,000 | Oberndorf ggü.                                  | 30100000                 | Grenze Bad Windsheim/Ipsheim bei                   | 31100000              | größtenteils nur unbeständig wasserführendes Feldweggrabenbüschel                                                                                            |
| Grundgraben            | 242816… | rechts | ca. 03,800  | ca. 0002,000 | Oberndorf bei                                   | 30100000                 | Ipsheim-Mäusberg in                                | 37100000              | mündet in den Aisch-Flutkanal; rechter Abzweig des Mailheimer Grabens, mit jedoch längerem Oberlauf Seegraben ab Mäusberg                                    |
| Lappachgraben          | 242815… | rechts | ca. 03,600  | ca. 0003,600 | Ipsheim in                                      | 30000000                 | Mäusberg bei                                       | 36100000              | |
| Tief                   | 242815… | links0 | ca. 010,400 | ca. 0033,600 | Ipsheim-Nundorfermühle aufw.                    | 29900000                 | Bad Windsheim Oberntief aufw.                      | 34500000              | mit rechtem Oberlauf Lochbach; zweigt am Unterlauf in Kaubenheim nach links den Grauwinkelgraben ab                                                          |
| Grauwinkelgraben       | 242816… | links0 | ca. 02,300  | ca. 0003,500 | Nundorfermühl abw.                              | 29700000                 | Ipsheim-Kaubenheim in                              | 30000000              | mündet in den Aisch-Flutkanal; linker Abzweig des Tief-Unterlaufs                                                                                            |
| Lindgraben             | 242815… | rechts | ca. 03,800  | ca. 0004,800 | Dietersheim-Dottenheim aufw.                    | 29700000                 | Ipsheim-Burg Hoheneck bei                          | 34500000              | vielleicht anderer Name in der Aisch-Aue |
| Aalbach                | 242816… | links0 | ca. 05,300  | ca. 0006,100 | Dietersheim ggü.                                | 29400000                 | Dietersheim-Hausenhof bei                          | 35600000              | mündet in den Aisch-Flutkanal |
| Großriedgraben         | 242817… | links0 | ca. 01,800  | ca. 0001,300 | Neustadt an der Aisch-Schauerheim aufw.         | 29300000                 | Neustadt an der Aisch-Hasenlohe bei                | 30200000              | mit Oberlauf Wasserfeldgraben |
| Nesselbach             | 242817… | links0 | ca. 09,200  | ca. 0019,500 | Schauerheim bei                                 | 29300000                 | Bad Windsheim-Rehhof bei                           | 35800000              | |
| Riedgraben             | 242817… | rechts | ca. 01,900  | ca. 0001,600 | Neustadt an der Aisch-Birkenfeld aufw.          | 29300000                 | Dietersheim bei                                    | 29400000              | |
| Schweinachbach         | 242818  | rechts | ca. 07,800  | ca. 0034,500 | Neustadt an der Aisch-Pulvermühle bei           | 28200000                 | Neustadt an der Aisch-Herrnneuses bei              | 38800000              | |
| Weidengraben           | 242819… | links0 | ca. 01,500  | ca. 0001,100 | Pulvermühle ggü.                                | 29200000                 | Schauerheim n.O.                                   | 32100000              | Mündung an der Bahnbrücke über die Aisch |
| Rempelsbach            | 242819… | links0 | ca. 07,100  | ca. 0012,600 | Pulvermühle ggü.                                | 29200000                 | Neustadt an der Aisch--Unternesselbach n.O.        | 33700000              | |
| Pfalzbach              | 242819… | links0 | ca. 01,600  | ca. 0001,500 | Neustadt an der Aisch, Stadtviertel Riedfeld in | 29100000                 | Neustadt an der Aisch, Stadtviertel Riedfeld aufw. | 33300000              | Mündung an der Obermühle |
| Strahlbach             | 242819… | rechts | ca. 06,100  | ca. 0010,800 | Neustadt an der Aisch in                        | 28900000                 | Emskirchen-Wulkersdorf n.O.                        | 36000000              | |
| Erlbach                | 242819… | rechts | ca. 02,400  | ca. 0001,700 | Diespeck-Klobenmühle aufw.                      | 28700000                 | Diespeck-Untersachsen n.O.                         | 33600000              | |
| Sachsenbach            | 242819… | rechts | ca. 05,200  | ca. 0007,100 | Diespeck-Klobenmühle bei                        | 28700000                 | Emskirchen-Kaltenneuses bei                        | 36100000              | |
| Ehebach                | 24282   | links0 | ca. 026,700 | ca. 0271,000 | Diespeck-Bruckenmühle abw.                      | 28400000                 | Markt Nordheim-Herbolzheim n.O.                    | 36200000              | mit Gewässerstrang Nachtwasengraben → Ehebach; Länge mit linkem Oberlaufstrang ab Bibart 30,1 km                                                             |
| Steinach               | 242892  | links0 | ca. 015,200 | ca. 0047,700 | Gutenstetten bei                                | 28200000                 | Scheinfeld-Kornhöfstadt aufw.                      | 37500000              | |
| Engelsbach             | 242893… | links0 | ca. 04,900  | ca. 0007,900 | Gerhardshofen-Rappoldshofen aufw.               | 28100000                 | Münchsteinach-Pirkachshof bei                      | 34300000              | |
| Vahlenmühlbach         | 242893… | rechts | ca. 06,900  | ca. 0014,200 | Gerhardshofen bei                               | 27900000                 | Emskirchen-Hohholz n.O.                            | 36800000              | mit rechtem Oberlauf Willmersbach |
| Kümmelbach             | 242893… | links0 | ca. 03,000  | ca. 0003,500 | Dachsbach aufw.                                 | 27900000                 | Dachsbach-Rauschenberg n.O.                        | 32800000              | mündet in einen Auenzufluss zum linken Aisch-Teilungsarm Saulach                                                                                             |
| Reisigbach             | 242893… | rechts | ca. 06,400  | ca. 0010,700 | Dachsbach abw.                                  | 27700000                 | Gerhardshofen-Kästel aufw.                         | 33100000              | Teichabfluss; Name auch Reisichbach |
| Aubbach                | 242893… | rechts | ca. 02,400  | ca. 0002,000 | Dachsbach abw.                                  | 27600000                 | Dachsbach-Göttelbrunn n.O.                         | 28900000              | Teichabfluss |
| Aschenbach             | 242893… | rechts | ca. 05,400  | ca. 0007,500 | Uehlfeld-Demantsfürth aufw.                     | 27500000                 | Dachsbach-Arnshöchstädt bei                        | 31600000              | mündet auf Gemeindegrenze zu Dachsbach; Teichabfluss |
| Weisach                | 242894  | links0 | ca. 011,300 | ca. 0024,800 | Uehlfeld aufw.                                  | 27500000                 | Münchsteinach-Altershausen aufw.                   | 34200000              | |
| Hühnergraben           | 242895… | rechts | ca. 03,400  | ca. 0002,800 | Uehlfeld-Demantsfürth aufw.                     | 27400000                 | Uehlfeld-Peppenhöchstädt n.O.                      | 30300000              | entwässert die Nutz- und einen Teil der Schwarzweiher in den rechten Teilungslauf Schleiflach der Aisch                                                      |
| Altenweihergraben      | 242895… | rechts | ca. 01,500  | ca. 0001,200 | Uehlfeld-Voggendorf aufw.                       | 27400000                 | Uehlfeld-Gottesgab n.O.                            | 27800000              | entwässert einen Teil der Weiher um Gottesgab in den rechten Teilungslauf Schleiflach der Aisch                                                              |
| Wintersbachgraben      | 242895… | rechts | ca. 04,500  | ca. 0007,900 | Voggendorf abw.                                 | 27300000                 | Höchstadt an der Aisch-Ailersbach bei              | 30000000              | mit Abschnittsnamensfolge Ailersbach → Leitengraben → Wintersbachgraben                                                                                      |
| Bodengraben            | 242895… | links0 | ca. 02,900  | ca. 0003,800 | Lonnerstadt-Mailach aufw.                       | 27300000                 | Uehlfeld n.O.                                      | 30900000              | Bodengraben ist vielleicht nur Talname |
| Aischgraben            | 242895… | links0 | ca. 00,800  | ca. 0000,900 | Lonnerstadt n.O.                                | 27100000                 | Lonnerstadt bei                                    | 27200000              | linker Mündungsast der Kleinen Weisach, Abgang von dieser gegenüber Lonnerstadt                                                                              |
| Kleine Weisach         | 242896  | links0 | ca. 022,400 | ca. 0066,900 | Höchstadt an der Aisch-Greiendorf ggü.          | 27000000                 | Scheinfeld-Neuses n.O.                             | 38000000              | mit Oberlauf Leyenbach: zusätzliche trockenfallende Gräben beginnen schon vor Neuses                                                                         |
| Krummbach              | 242899… | links0 | ca. 02,700  | ca. 0003,900 | Höchstadt an der Aisch-Greienmühle ggü.         | 27000000                 | Lonnerstadt aufw.                                  | 29700000              | Abfluss einer Waldteichkette |
| Schwarzenbach          | 242899… | rechts | ca. 06,500  | ca. 0012,100 | Höchstadt an der Aisch bei                      | 26700000                 | Höchstadt an der Aisch-Großneuses bei              | 30300000              | Abfluss der Gucksweiher, Mündung gegenüber der Stadtmühle |
| Hartweggraben          | 242899… | links0 | ca. 00,500  | ca. 0000,200 | Höchstadt an der Aisch bei                      | 26700000                 | Höchstadt an der Aisch bei                         | 26800000              | Auengraben zwischen Bebauungsrand und Aisch |
| Pfluggraben            | 242899… | rechts | ca. 01,100  | ca. 0000,600 | Gremsdorf aufw.                                 | 26700000                 | Höchstadt an der Aisch bei                         | 26800000              | Auengraben längs der Aisch |
| Birkach                | 242899… | links0 | ca. 06,200  | ca. 0012,400 | Höchstadt an der Aisch-Medbach aufw.            | 26700000                 | Höchstadt an der Aisch-Nackendorf aufw.            | 29600000              | Länge ab Beginn der Waldweiher im gemeindefreien Wald Birkach, oberhalb bis 1,7 km weitere, teils unbeständige Oberläufe                                     |
| Erlenbach              | 242899… | links0 | ca. 07,000  | ca. 0013,100 | Höchstadt an der Aisch-Medbach in               | 26500000                 | Höchstadt an der Aisch-Bösenbechhofen aufw.        | 30900000              | mit längstem Oberlaufstrang, der im Wald Grethelmark beginnt                                                                                                 |
| Staffelbach            | 242899… | rechts | ca. 04,500  | ca. 0012,900 | Adelsdorf-Nainsdorf aufw.                       | 26300000                 | Höchstadt an der Aisch n.O.                        | 27900000              | |
| Egelgraben             | 242899… | links0 | ca. 01,300  | ca. 0001,400 | Höchstadt an der Aisch-Kieferndorf abw.         | 26300000                 | Höchstadt an der Aisch-Medbach n.O.                | 28600000              | letztes Laufstück in einem Auengraben zur Aisch |
| Melmgraben             | 242899… | links0 | ca. 00,700  | ca. 0000,400 | Adelsdorf-Aisch aufw.                           | 26300000                 | Adelsdorf-Aisch n.O.                               | 28100000              | |
| Reutgraben             | 242899… | rechts | ca. 06,700  | ca. 0012,700 | Adelsdorf-Aisch ggü.                            | 26000000                 | Hemhofen-Zeckern n.O,                              | 31500000              | Name nur am Oberlauf sicher |
| Bodenfeldgraben        | 242899… | links0 | ca. 04,300  | ca. 0003,100 | Adelsdorf-Uttstadt abw.                         | 25800000                 | Höchstadt an der Aisch-Bösenbechhofen n.O.         | 30400000              | mit Altarmrest der Aisch am Unterlauf und über den längsten Strang des rechten Zuflusses Grenzgraben                                                         |
| Weihergraben           | 242899… | rechts | ca. 03,500  | ca. 0003,100 | Adelsdorf-Weppersdorf bei                       | 25800000                 | Heroldsbach-Oesdorf n.O.                           | 32100000              | Name vielleicht nur des rechten Oberlaufs bis zu den Sichsenweihern                                                                                          |
| Mühlgraben             | 242899… | links0 | ca. 00,500  | ca. 0000,100 | Adelsdorf-Lauf bei                              | 25700000                 | Adelsdorf-Lauf bei                                 | 25800000              | Auenzufluss in der Laufer Mühle |
| Aischgraben            | 242899… | links0 | ca. 05,900  | ca. 0012,900 | Hallerndorf-Willerdorf aufw.                    | 25500000                 | Höchstadt an der Aisch-Zentbechhofen n.O.          | 30700000              | mit Abschnittsnamensstrang Haidweihergraben → Herrenseegraben → Aischgraben                                                                                  |
| Braunersgraben         | 242899… | links0 | ca. 03,600  | ca. 0003,100 | Hallerndorf-Willersdorf abw.                    | 25400000                 | Hallerndorf-Stiebarlimbach aufw.                   | 33200000              | |
| Aubgraben              | 242899… | rechts | ca. 04,100  | ca. 0003,200 | Hallerndorf-Willersdorf abw.                    | 25400000                 | Hausen-Wimmelbach n.O.                             | 33900000              | mit Abschnittsnamensstrang Hellergraben → Willersdorfer Graben → Aischgraben                                                                                 |
| Emmertsgraben          | 242899… | links0 | ca. 02,000  | ca. 0002,100 | Hallerndorf aufw.                               | 25400000                 | Hallerndorf-Schnaid n.O.                           | 30300000              | |
| Tappenbach             | 242899… | links0 | ca. 04,100  | ca. 0005,700 | Hallerndorf abw.                                | 25100000                 | Hallerndorf-Schnaid bei                            | 34600000              | mit längstem Strang ? → Buchersgraben → Tappenbach |
| Trailsdorfer Erlenbach | 242899… | links0 | ca. 03,000  | ca. 0002,800 | Hallerndorf-Trailsdorf in                       | 24800000                 | Hallerndorf-Trailsdorf aufw,                       | 29900000              | |
| Aisch                  | 2428    | n. a.  | ca. 83,000  | ca. 1006,800 | n. a.                                           | 24400000                 | Burgbernheim-Schwebheim n.O.                       | 31900000              | |

## Charakter und Daten
Wie die meisten westlichen Zuflüsse der Regnitz hat die Aisch ein geringes Gefälle und einen geringen Abfluss sowie Sandstrukturen im Uferbereich und in der Gewässersohle. Im Oberlauf ist sie sehr flach und erreicht dort nur eine Tiefe von 1,5 m. Erst im unteren Bereich ist sie bis zu 6 m tief und erreicht eine Breite von bis zu 15 m.
Die Aisch weist durchgehend die Gewässergüteklasse II–III auf.

## Natur und Umwelt

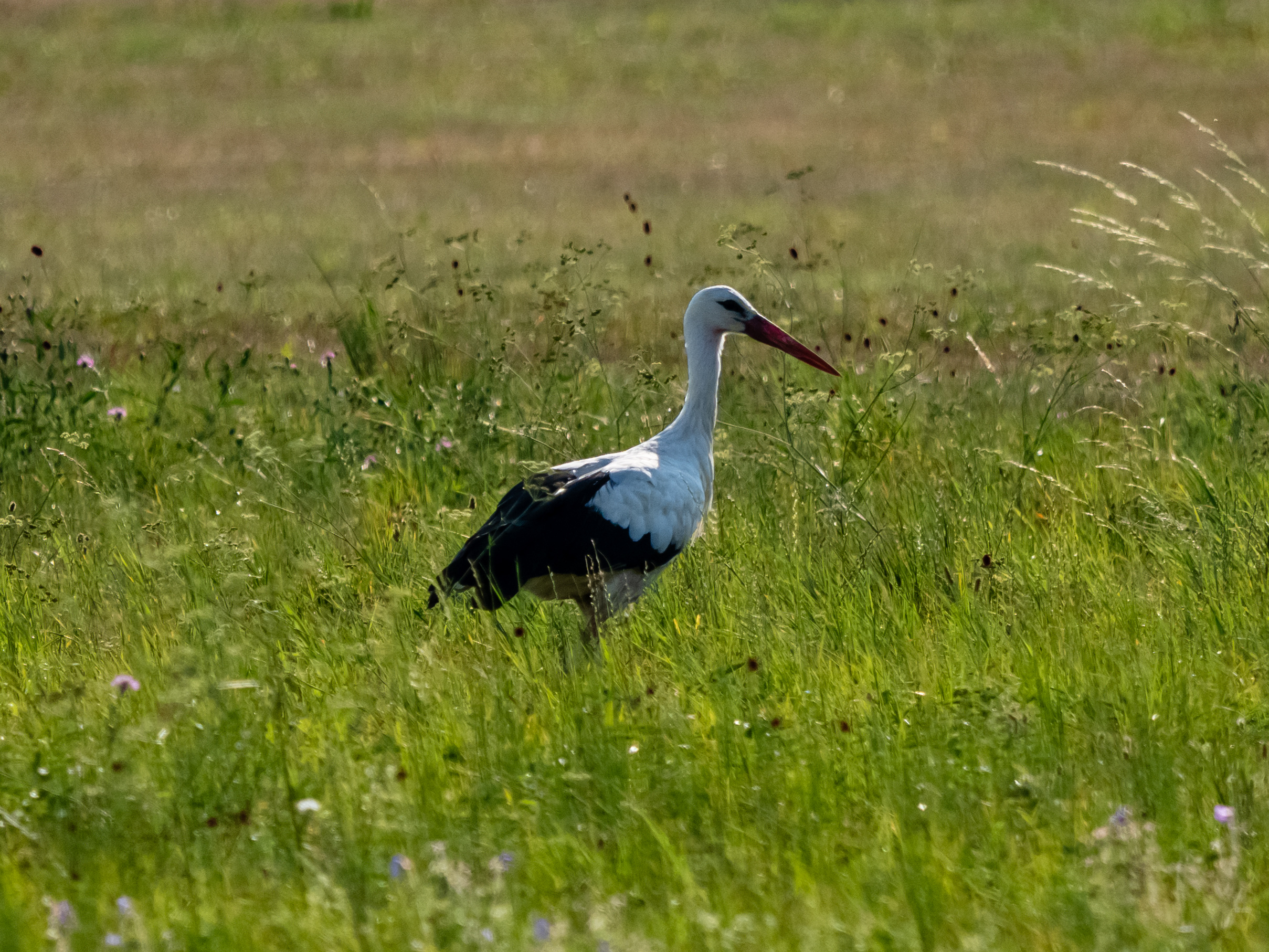
Weißstorch im Aischgrund

In der Aisch kamen und kommen u. a. der Karpfen, Weißfische (Rotauge, Rotfeder, Brachse, Barbe, Döbel), die Schleie, der Hecht, der Waller, der Aal und der Zander vor. Die Krebspest von 1880 rottete auch in der Aisch und ihren Nebenbächen den zuvor sehr verbreiteten Krebs fast völlig aus. Erst nach 1925 nahm die Population wieder zu.

## Kultur
Der Aischgründer Spiegelkarpfen gilt paniert als eine regionale Delikatesse, die es auch zur internationalen Bekanntheit geschafft hat. Im Aischgrund gab es insgesamt 1500 Teiche, in denen der Karpfen seit dem Mittelalter systematisch gezüchtet wurde.
Den Flusslauf entlang führt die Aischgründer Bierstraße von Bad Windsheim bis Höchstadt an der Aisch.
Am Oberlauf bis Lonnerstadt ist die Bevölkerung mehrheitlich evangelisch, am Unterlauf ab Höchstadt überwiegend katholisch. Die Orte Höchstadt, Aisch, Adelsdorf, Uttstadt, Lauf und Weppersdorf am Unterlauf gehörten bis zur Gebietsreform in Bayern zu Oberfranken und kamen dann zu Mittelfranken. Die eingestellte Aischtalbahn, aus dem ehemals ansbachisch-evangelischen Neustadt/Aisch kommend, endete im letzten größeren evangelischen Ort, die Aischgrundbahn, aus dem bambergisch-katholischen Forchheim kommend, im katholischen Höchstadt. Im örtlichen Dialekt sprechen ältere Einwohner von Höchstadt bei einer Fahrt nach Lonnerstadt davon, „aufs Luthrische“ zu fahren.